# Mickaël Remilien
Mickaël Remilien (ur. 4 maja 1987) – francuski judoka. Startował w Pucharze Świata w latach 2006-2008. Wicemistrz Europy w drużynie w 2007. Mistrz świata i Europy juniorów w 2006. Trzeci na mistrzostwach Francji w 2008 i 2009 roku.